# Кисличеватая
Кисличеватая (укр. Кисличувата) — село,
Кисличеватский сельский совет,
Томаковский район,
Днепропетровская область,
Украина.
Код КОАТУУ — 1225483501. Население по переписи 2001 года составляло 1657 человек.
Является административным центром Кисличеватского сельского совета, в который не входят другие населённые пункты.

## Географическое положение
Село Кисличеватая примыкает к пгт Томаковка.
По селу протекает несколько пересыхающих ручьёв с запрудами.
Через село проходит автомобильная дорога Т-0420.

## История
- 1740 год — дата основания села.
- До 1921 года считалось частью посёлка Томаковка.

## Экономика
- «Победа», кооператив.

## Объекты социальной сферы
- Школа.
- Фельдшерский пункт.
- Дом культуры.

## Достопримечательности
- Братская могила советских воинов.

## Известные люди
- Залужный, Иван Аникеевич (1918-2021) — капитан 1-го ранга, ветеран Великой Отечественной войны.